# Jack Webb

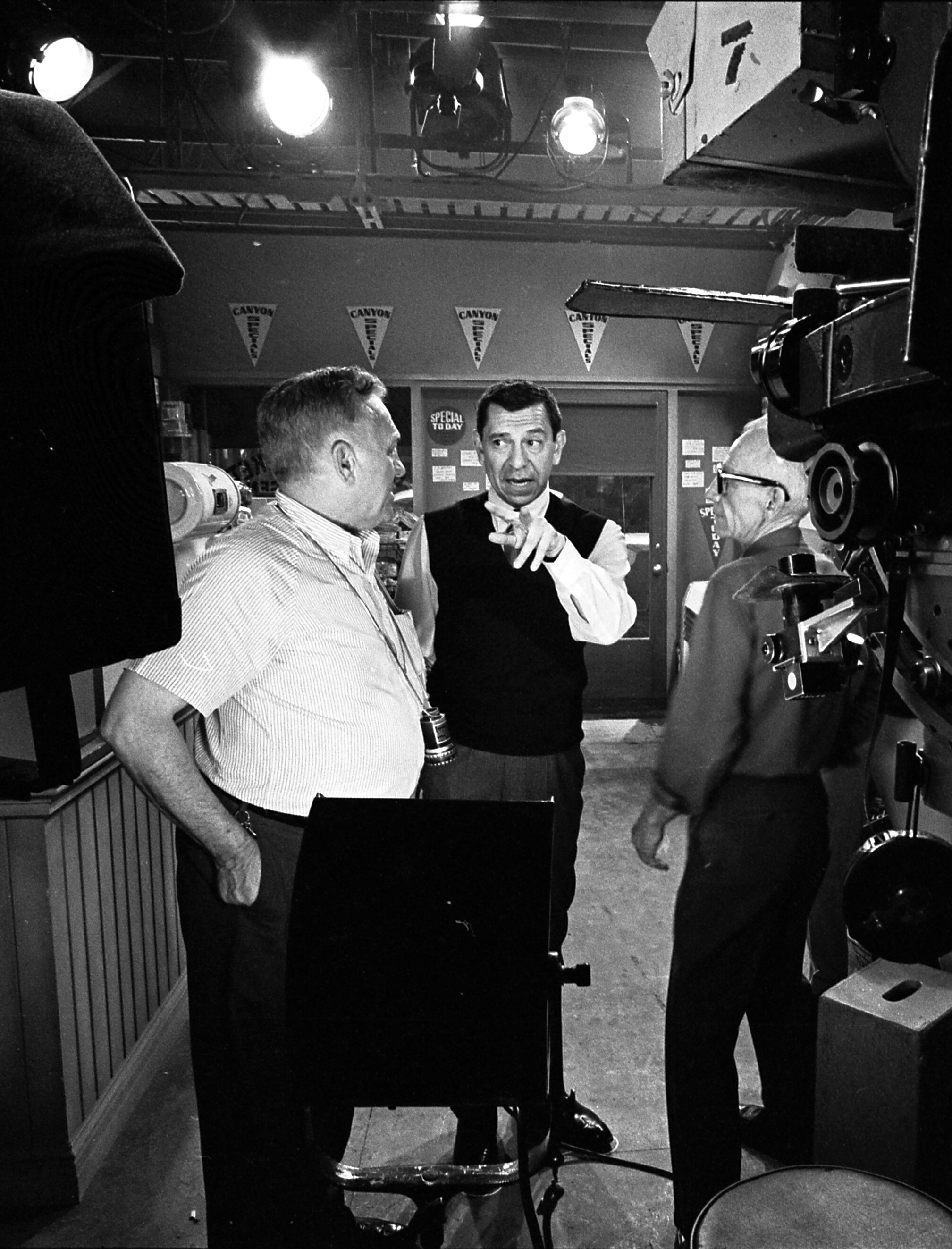
Jack Webb (Mitte) mit Walter Strenge und Ray Bensfield am Set von Polizeibericht (1966)

Jack Webb (* 2. April 1920 in Santa Monica, Kalifornien als John Randolph Webb; † 23. Dezember 1982 in Los Angeles, Kalifornien) war ein US-amerikanischer Regisseur, Drehbuchautor, Schauspieler und Produzent.

## Leben
Webb wurde bekannt als Darsteller des Lt. Friday in der US-Kriminalserie Polizeibericht (Dragnet), bei dieser langlebigen, mehrfach neu aufgelegten Serie fungierte er zugleich als Produzent und Regisseur.
Ein Kind der amerikanischen Depression der 1920er-Jahre, wuchs Webb bei seiner Mutter auf. Er litt schon in jungen Jahren an Asthma, trotzdem war er später als starker Raucher (bis zu drei Packungen täglich) bekannt. Obwohl er schon früh vom Film fasziniert war und unbedingt Regisseur werden wollte, arbeitete er zuerst als Disc-Jockey beim Radio. Eine kleine Rolle in Schritte in der Nacht von 1948 führte zur Idee von Dragnet. Zuerst als Hörspiel auf NBC ausgestrahlt, wurde eine Fernsehadaption produziert, die 1951 im Fernsehen uraufgeführt wurde.
Ein Ausflug ins Kinofilmgeschäft war nicht erfolgreich, sodass Webb 1962 wieder zum Fernsehen zurückkehrte. Warner Bros. Television engagierte ihn 1963 als Produktionsleiter, doch der Misserfolg der Serie 77 Sunset Strip führte zur Entlassung nach nur zehn Monaten. Zwei Jahre Arbeitslosigkeit folgten. Universal hatte die Rechte an Dragnet erworben und trug Webb an, eine neue Staffel der Serie, inklusive eines Fernsehfilms, zu drehen. Die Serie wurde ein voller Erfolg, Webbs Popularität wuchs stetig. Dadurch konnte Webb seine Produktionsfirma auf finanziell gesunde Beine stellen. Von 1972 bis 1979 produzierte er die Serie Notruf California.

## Persönliches
Durch seine Liebe zum Jazz lernte Webb die Schauspielerin und Sängerin Julie London kennen. Die beiden heirateten 1947 und bekamen die Töchter Stacy (1950–1996) und Lisa (* 1952). Die Ehe wurde 1954 geschieden. Obwohl Webb noch drei weitere Male verheiratet war, engagierte er London und ihren damaligen Ehemann Bobby Troup 1972 in Notruf California.
Jack Webb starb einen Tag vor Heiligabend 1982 an einem Herzanfall.

## Filmografie (Auswahl)
Kino
- 1932: Three on a Match
- 1948: Schritte in der Nacht (He Walked by Night) – Darsteller
- 1949: Schwert in der Wüste (Sword in the Desert) – Darsteller
- 1950: Die Männer (The Men) – Darsteller
- 1950: Boulevard der Dämmerung (Sunset Boulevard) – Darsteller
- 1950: Stadt im Dunkel (Dark City) – Darsteller
- 1950: Inspektor Goddard (Appointment with Danger) – Darsteller
- 1951: Okinawa (Halls of Montezuma) – Darsteller
- 1951: Inspektor Goddard (Appointment with Danger) – Darsteller
- 1954: Großrazzia (The Original Dragnet) – Darsteller
- 1955: 24 Hour Alert (Kurzfilm)
- 1955: Es geschah in einer Nacht (Pete Kelly's Blues) – Darsteller, Regie, Produktion
- 1961: Der Held der Etappe (The Last Time I Saw Archie) – Darsteller, Regie, Produktion
- 1975: Die Fahrt der Black Pearl (The Log of the Black Pearl) – Produktion

Fernsehen
- 1951–1958: Polizeibericht (Dragnet) – Darsteller und Regie
- 1963: 77 Sunset Strip (77 Sunset Strip) – Produktion
- 1967–1969: Polizeibericht (Dragnet 1967) – Darsteller und Regie, Drehbuch und Produktion
- 1968–1971: Adam-12 (Adam-12) – Regie und Produktion
- 1972–1976: Notruf California (Emergency) – Regie und Produktion
- 1978–1980: Project U.F.O. – Produktion

## Werke
- The Badge. The Inside Story of One of America’s Great Police Departments. Prentice-Hall 1958.
- Mit James Ellroy: The Badge. True and Terrifying Crime Stories That Could Not Be Presented on TV, From the Creator and Star of Dragnet. Thunder’s Mouth Press, New York 2005, ISBN 1-56025-688-5.